# David Trone

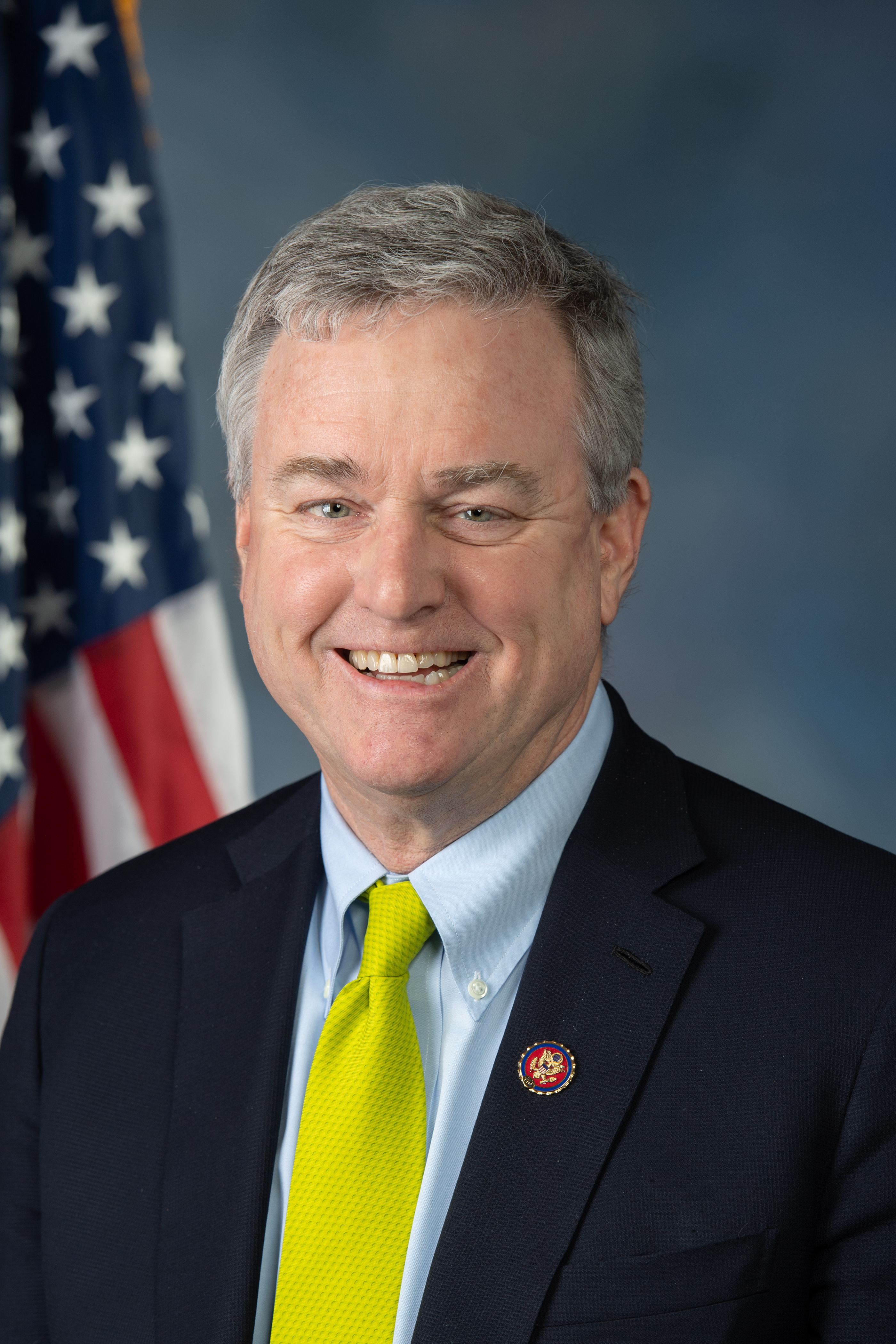
David Trone (2019)

David John Trone (* 21. September 1955 in Cheverly, Prince George’s County, Maryland) ist ein amerikanischer Unternehmer und Politiker der Demokratischen Partei. Er vertrat den sechsten Distrikt des Bundesstaats Maryland im Repräsentantenhaus der Vereinigten Staaten von Januar 2019 bis Januar 2025.

## Leben
Trone erwarb 1977 einen Bachelor of Arts an der Furman University und 1985 einen Master of Business Administration an der Wharton School. Seit seinem Masterstudium baute Trone zusammen mit seinem Bruder Robert eine Kette von Discountgeschäften für Wein, Bier und Spirituosen auf. Die Firma Total Wine & More ist in North Bethesda, Maryland beheimatet und erzielte 2013 mehr als 1,5 Milliarden US-Dollar Umsatz in 101 Filialen.
Trone lebt mit seiner Frau June im Montgomery County. Das Paar hat vier Kinder.

## Politik
2016 bewarb Trone sich ohne Erfolg um den Sitz des achten Kongresswahlbezirks in Maryland bei den demokratischen Vorwahlen. Er verlor mit 27,1 % der Stimmen gegen den späteren Amtsinhaber Jamie Raskin, der 33,6 % erhielt. Bei der Wahl zum Repräsentantenhaus der Vereinigten Staaten 2018 trat er im sechsten Wahlbezirk in Maryland an, dessen Mandatsinhaber John Delaney nicht wieder kandidierte. Trone setzte sich in den demokratischen Vorwahlen mit 40,07 % der Stimmen gegen sieben Bewerber durch. Die allgemeinen Wahlen gewann er mit 57,5 % gegen die Kandidatin der Republikaner, Amie Hoeber, die 39,4 % erhielt. Er trat sein Amt in Washington, D.C. am 3. Januar 2019 an. Nach dem Sieg bei der Wahl 2020 gegen den Republikaner Neil Parrott, sowie zwei weitere unabhängige Bewerber, kann er sein Amt bis heute ausüben. Seine aktuelle, insgesamt zweite, Legislaturperiode im Repräsentantenhaus des 117. Kongresses läuft noch bis zum 3. Januar 2023.
Die Primary (Vorwahl) seiner Partei für die Wahl 2022 am 19. Juli konnte er mit 79 % deutlich gewinnen. Er trat damit am 8. November 2022 erneut gegen Parrott von der Republikanischen Partei an. Er konnte die Wahl mit 50,6 % und nur rund 2.400 Stimmen Vorsprung knapp für sich entscheiden und war dadurch auch im Repräsentantenhaus des 118. Kongresses vertreten.
Trone trat in der folgenden Wahlen zum Repräsentantenhaus nicht erneut an. Bei der Repräsentantenhauswahl 2024 wurde April McClain-Delaney zu seiner Nachfolgerin im Repräsentantenhaus gewählt. Trone kandidierte stattdessen in der Wahl zum U.S. Senat 2024. Er musste sich in der Vorwahl Angela Alsobrooks geschlagen geben.

### Ausschüsse
Er war zuletzt Mitglied in folgenden Ausschüssen des Repräsentantenhauses:
- Committee on Appropriations
  - Commerce, Justice, Science, and Related Agencies
  - Military Construction, Veterans Affairs, and Related Agencies
  - Transportation, and Housing and Urban Development, and Related Agencies
- Committee on Veterans’ Affairs
  - Disability Assistance and Memorial Affairs
  - Economic Opportunity
- Joint Economic Committee

Zuvor war er auch Mitglied im Committee on Foreign Affairs und im Committee on Education and the Workforce.